# كاي هافنر
كاي هافنر (بالألمانية: Kai Häfner) مواليد 10 يوليو 1989 في شفايبيش غموند، ألمانيا، هو لاعب كرة يد ألماني يلعب كظهير أيمن. يلعب حاليا مع نادي هانوفر بورغدورف لكرة اليد ويحمل الرقم 17. مثل منتخب ألمانيا لكرة اليد. شارك في دورة الألعاب الأولمبية الصيفية سنة 2016.

## المسيرة الاحترافية
لعب مع نادي تي في بيتنفلد لكرة اليد في الدوري الألماني في موسم 2006–2007، ثم لعب مع فغيش أوف غوبينغن من سنة 2007 إلى 2011، ثم لعب مع نادي بالينغن فايلشتيتن لكرة اليد في الدوري الألماني من سنة 2011 إلى 2014، ثم لعب مع نادي هانوفر بورغدورف لكرة اليد في سنة 2014.

## سجل المنافسة
شارك في البطولات التالية:
- بطولة أوروبا لكرة اليد للرجال 2016
- الألعاب الأولمبية الصيفية 2016

## الإنجازات
- كرة اليد في الألعاب الأولمبية الصيفية:
  -  برونزية: كرة اليد في الألعاب الأولمبية الصيفية 2016 – مسابقة الرجال
- بطولة أوروبا لكرة اليد للرجال:
  -  ذهبية: بطولة أوروبا لكرة اليد للرجال 2016

## روابط خارجية
- كاي هافنر على موقع الاتحاد الدولي لكرة اليد (الإنجليزية)
- كاي هافنر على موقع الاتحاد الأوروبي لكرة اليد (الإنجليزية)
- كاي هافنر على موقع الدوري الألماني لكرة اليد (الألمانية)
- كاي هافنر على موقع اللجنة الأولمبية الدولية (الإنجليزية)
- كاي هافنر على موقع أوليمبيديا (الإنجليزية)
- كاي هافنر على موقع اللجنة الأولمبية الألمانية (الألمانية)